# Chaetocrea parasitica
Chaetocrea parasitica är en svampart som beskrevs av Syd. 1927. Chaetocrea parasitica ingår i släktet Chaetocrea och familjen Tubeufiaceae.   Inga underarter finns listade i Catalogue of Life.